# مری برادفوت واکر
مری برادفوت واکر (انگلیسی: Mary Broadfoot Walker؛ ۱۷ آوریل ۱۸۸۸– ۱۳ سپتامبر ۱۹۷۴) پزشک اهل بریتانیا بود. وی بین سال‌های ۱۹۱۳ تا ۱۹۷۴ میلادی فعالیت می‌کرد.